# Katedra św. Piotra w Genewie
Katedra św. Piotra w Genewie (fr. Cathédrale Saint-Pierre) – główny kościół ewangelicko-reformowany w Genewie w Szwajcarii.

## Położenie
Katedra znajduje się na nieznacznym wzniesieniu w centrum genewskiego starego miasta, przy placu zwanym Cour de Saint-Pierre. Nie jest orientowana w ścisłym tego słowa znaczeniu: jej apsyda i ołtarz główny skierowane są na południowy wschód.

## Historia
Budowę trójnawowej bazyliki filarowej rozpoczęto około 1160 r. w stylu romańskim, zakończono sto lat później w stylu gotyckim i rozbudowano w XVIII wieku o klasycystyczny portyk kolumnowy przed główną fasadą. Była katedrą katolicką i siedzibą biskupa aż do 8 sierpnia 1535 r., kiedy po kazaniu Wilhelma Farela, który ogłosił zasady reformacji protestanckiej, tłum ogołocił katedrę z ołtarzy, posągów i ozdób, przekształcając świątynię w kościół kalwiński. Jan Kalwin był kaznodzieją w tym kościele przez 23 lata.
Częścią katedry jest kaplica p.w. św. Piotra, zwana Kaplicą Machabeuszy (fr. Chapelle des Macchabées), zbudowana w latach 1400–1405 z inicjatywy kardynała de Brogny w stylu gotyku płomienistego. Po reformacji służyła jako magazyn, a od XVII do XIX wieku, podzielona stropami, jako trzykondygnacyjny budynek szkolny. Do 1888 r. została gruntownie odrestaurowana, przywrócono też częściowo dawne dekoracje malarskie.
W sobotę 30 maja 2020 r. po prawie 485 latach miała zostać odprawiona w katedrze msza katolicka na znak otwarcia ekumenicznego. Z powodu pandemii COVID-19 termin mszy dwukrotnie przekładano, ostatecznie odbyła się ona 5 marca 2022 r.. 

## Galeria

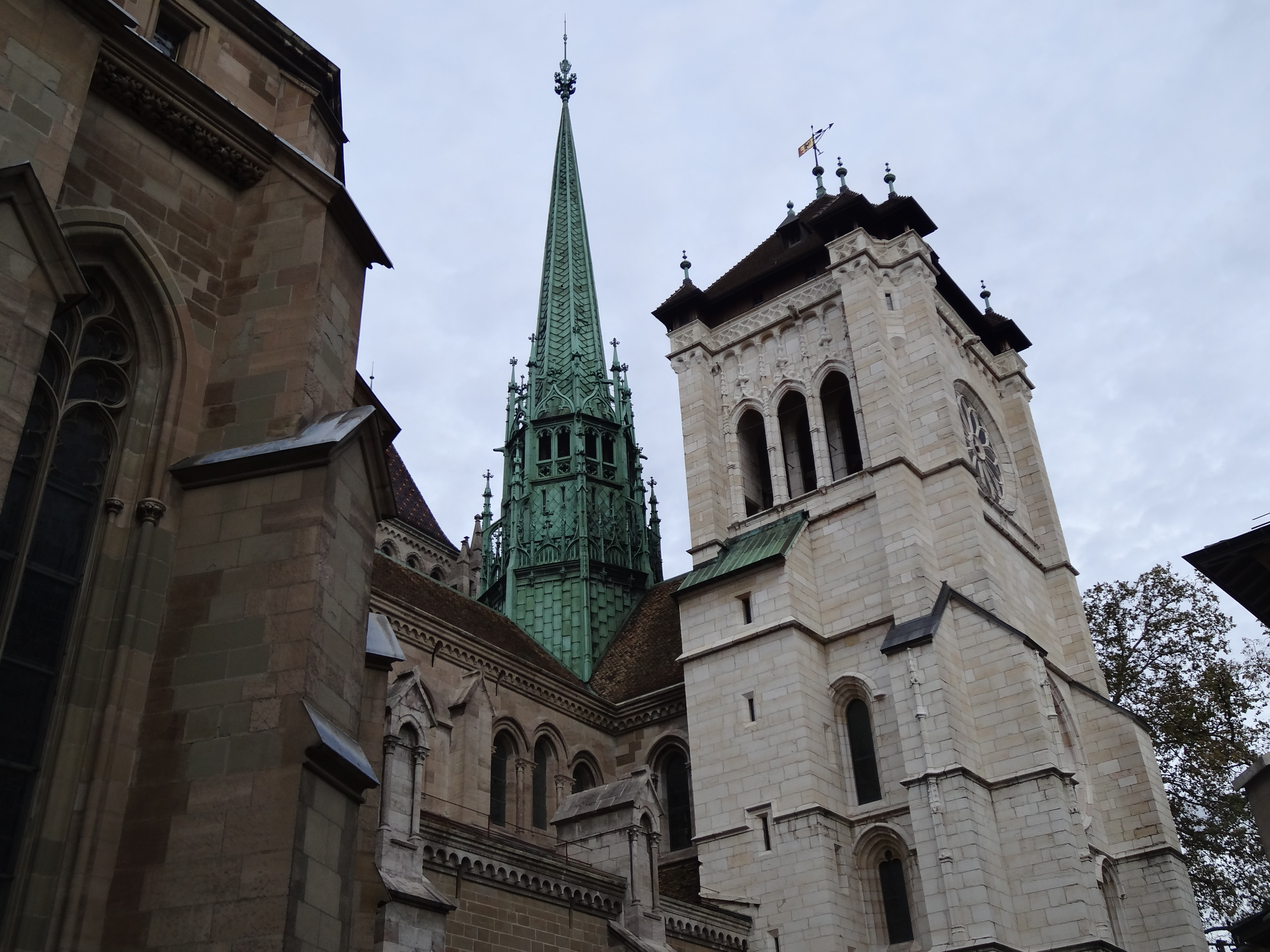
Iglica na dachu katedry
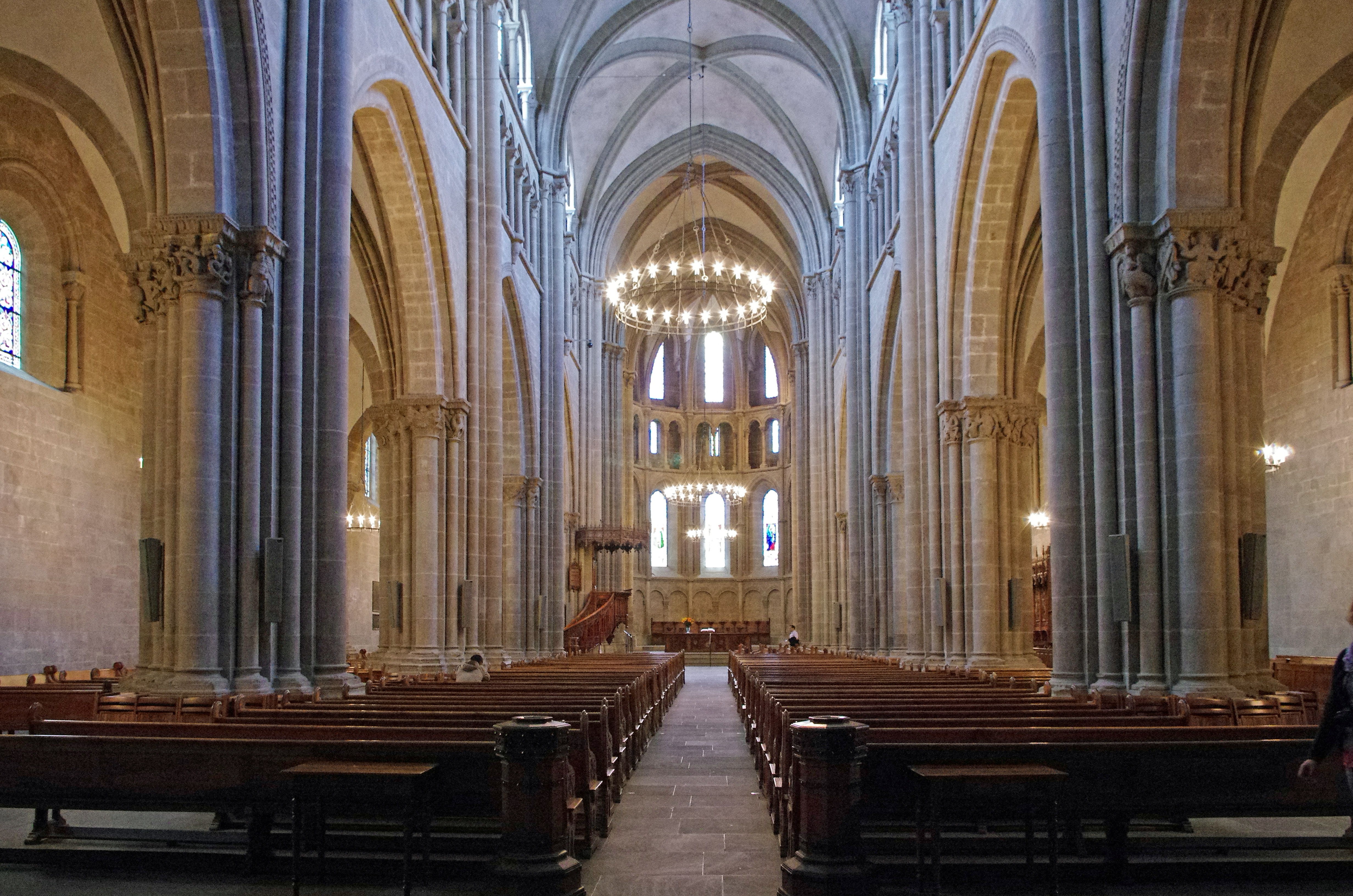
Nawa główna kościoła
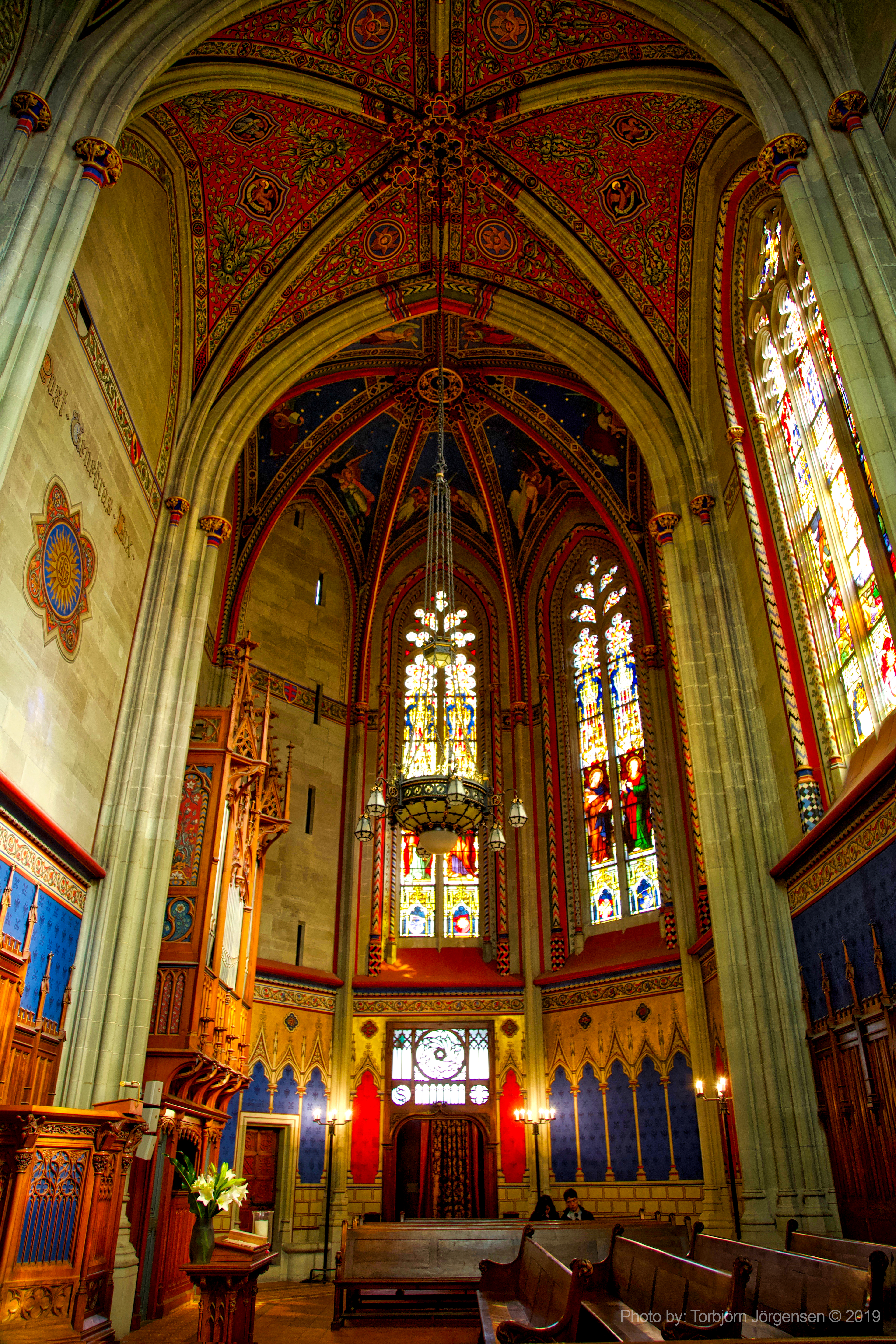
Wnętrze kaplicy Machabeuszy
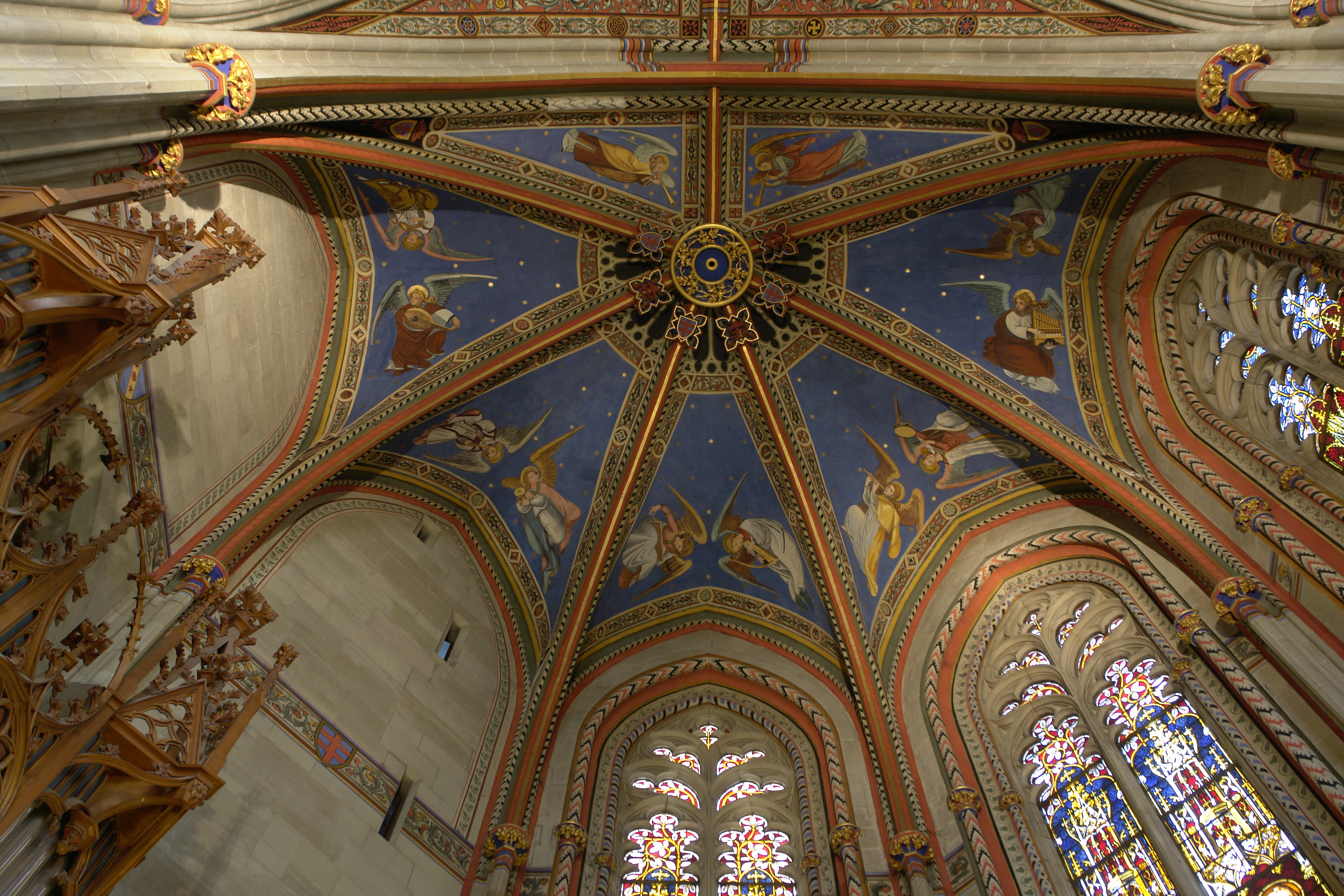
Sklepienie kaplicy Machabeuszy